# John Holker
Pour les articles homonymes, voir John Holker, Jr..
John Holker, né à Stretford, faubourg de Manchester, le 14 octobre 1719, mort à Montigny le 27 avril 1786, est un manufacturier anglais, fondateur de la Manufacture royale de velours et de draps de coton du faubourg Saint-Sever de Rouen, nommé inspecteur général des manufactures en 1755, chargé de promouvoir l'industrie textile en France.

## Parcours

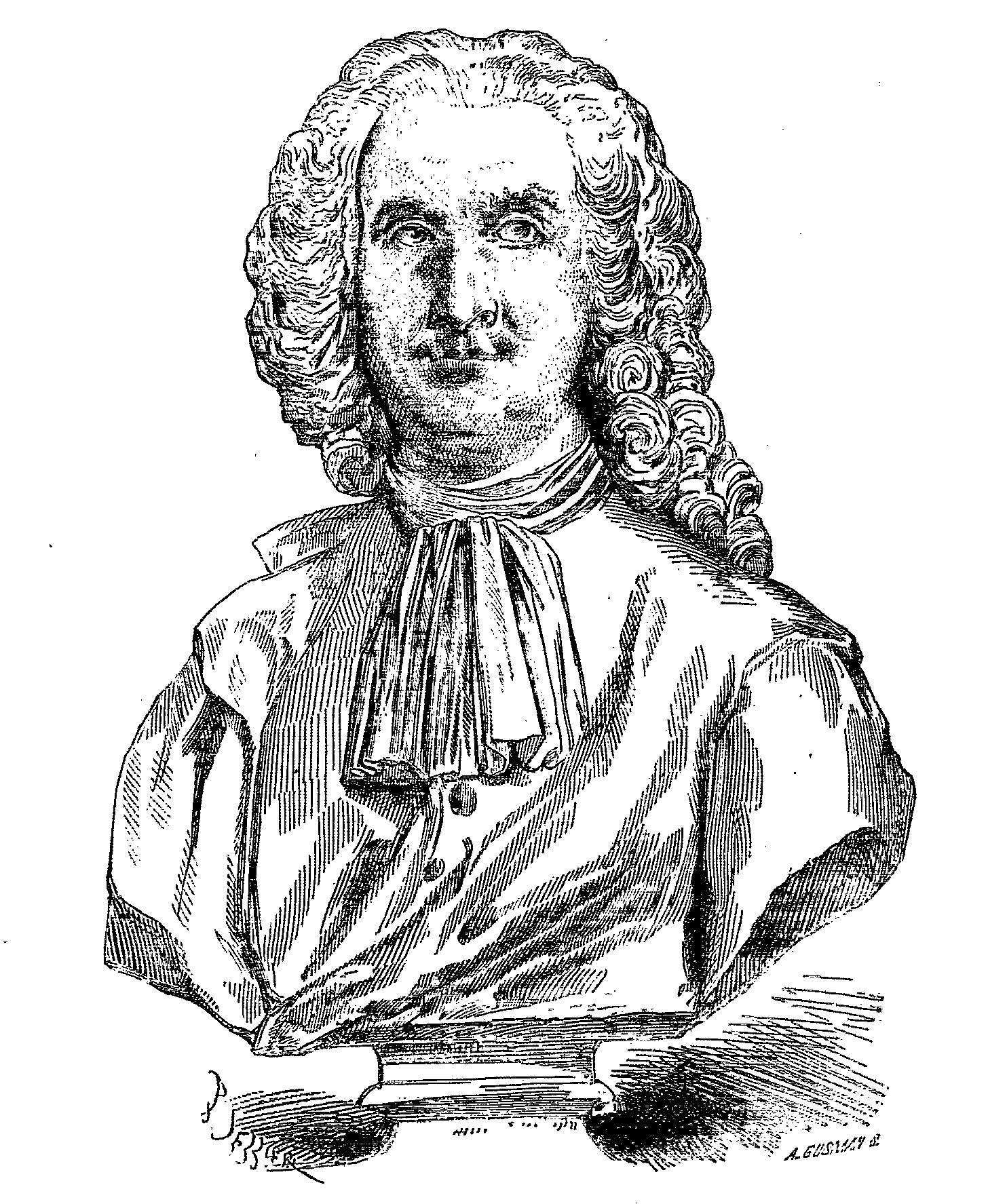
Daniel Charles Trudaine.

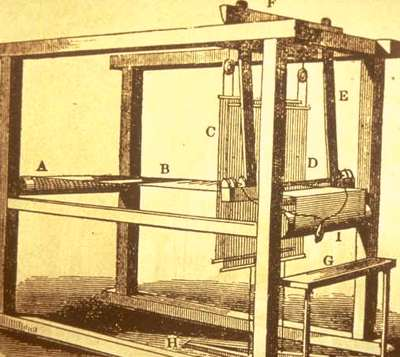
La navette volante de John Kay.

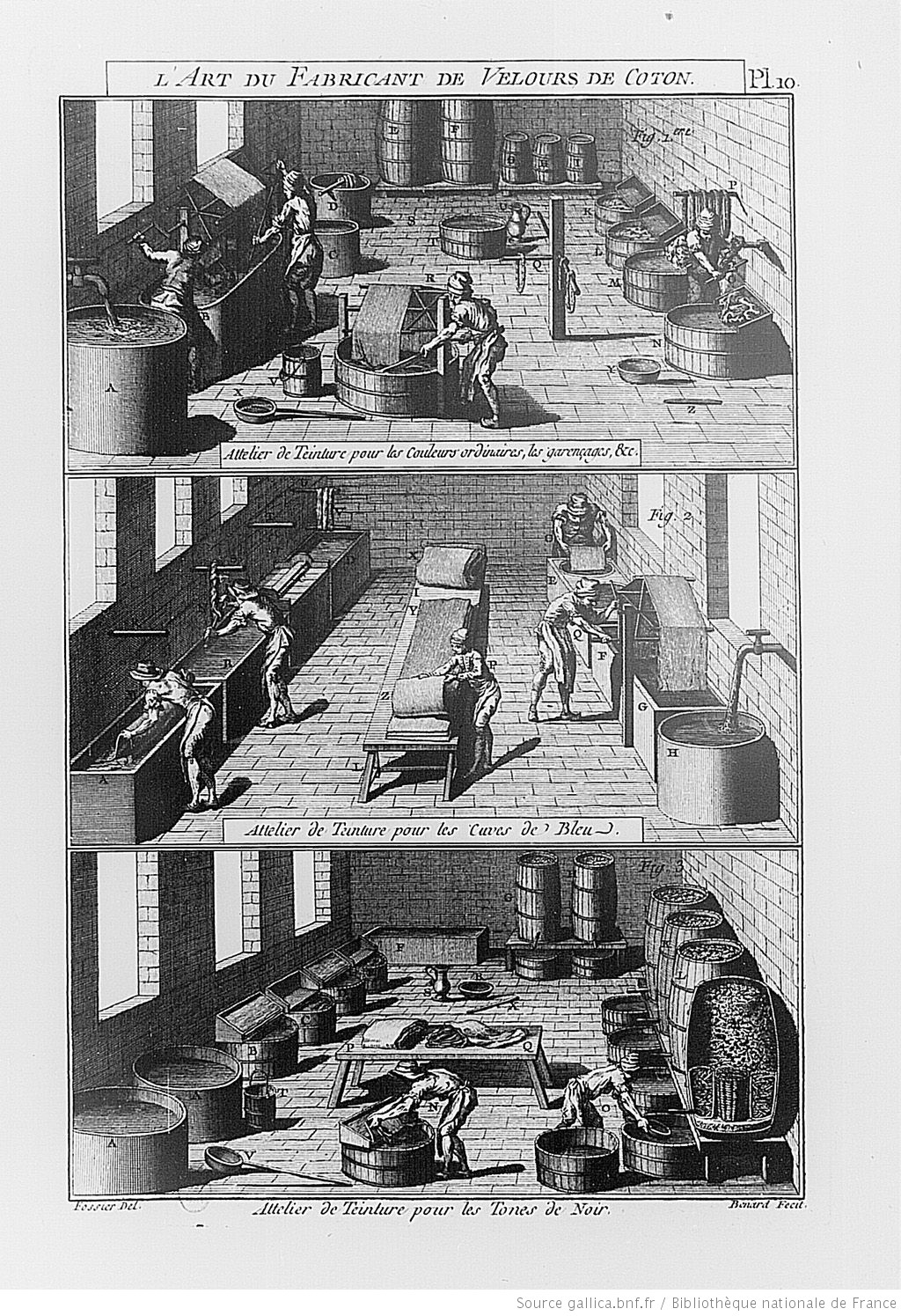
Atelier de teinturerie (publié par Roland).

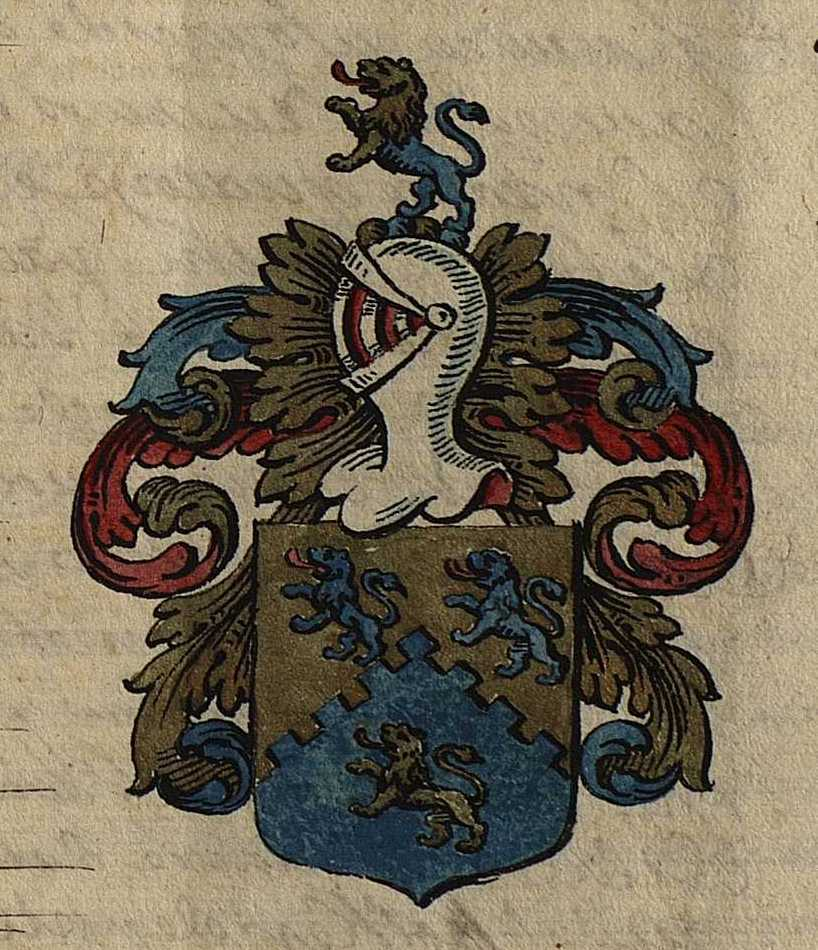
Armoiries de John Holker.

Troisième fils du gentilhomme catholique Thomas Holker de Mounton, forgeron, et d'Alice Morris, il naît le 14 octobre 1719 à Stretford, au sud-ouest de Manchester, dans le Nord-Ouest de l'Angleterre.
Son père catholique zélé et partisan dévoué de la Maison des Stuart. Mais il le perd très jeune. John Holker en conservera le jacobisme, loyalisme à l'égard des Stuarts, l'attachement à la religion catholique avec de la tolérance à l'égard des protestants.
John Holker reçoit comme son père une éducation de gentilhomme campagnard et fait preuve d'adresse dans le maniement des armes ; mais en tant que catholique anglais, il n'a aucune chance de faire carrière dans l'armée ou dans l'administration.
Il entre alors en apprentissage à Manchester  dans l'atelier de J. Moss. Pendant près de cinq ans, il s'initie à toutes les techniques de pointe et apprend le cardage, la filature, les apprêts, le calandrage, le moirage des étoffes, l'impression des tissus, la teinture à chaud, le lustrage dans des platines chauffées. Il devient compagnon. Il étudie des multiples mémoires qu'il traduira plus tard et se fait de solides amitiés qui faciliteront ses recrutements d'ouvriers anglais vers la France.
De surcroit, il perd sa mère en 1740. Cela l'incite à tenter sa chance dans l'industrie. Il vend le domaine familial et fonde une entreprise de calandrage à Manchester, en partenariat avec son ami Peter Moss.
Le 7 décembre 1743, il épouse Elizabeth, fille de John Hilton ou Hulton, négociant à Manchester.
1745 est une année riche en évènements : deux ans après son mariage, naît un fils, qui reçoit également le prénom de John. C'est lui qui importera en France en 1771 la «Jenny», la «Jeannette» si appréciée des filateurs des campagnes.
La même année commencent les derniers soulèvements jacobites en vue de ramener les Stuart, branche catholique de la monarchie britannique, sur le trône. John Holker abandonne femme, enfant et carrière manufacturière, pour servir son roi, Charles Édouard Stuart dit Bonnie Prince Charles; John Holker est nommé lieutenant dans le régiment de Manchester levé par les Jacobites, composé d'épiscopaliens, des highlanders, des lowlanders, un certain nombre d'Anglais sensibles à leur cause, huit cents soldats du régiment royal écossais et plusieurs centaines de Français dont le marquis d'Éguilles, un provençal considéré comme la caution de Louis XV et la brigade irlandaise de l’armée française.
À la tête de douze cents puis trois mille combattants, Bonnie Prince Charles, prétendant écossais au trône d'Angleterre et d'Ecosse en exil en France, lance hardiment une offensive dans le royaume anglais. Mais au lieu de vite prendre Londres, il reste plus d'un mois à Edinbourgh à espérer - en vain - voir grossir ses troupes. Ce faisant, Bonnie Prince Charles torpille son avantage en laissant le temps à Georges II de rappeler son armée occupée en Allemagne et dans les Flandres.
Le 16 avril 1746 au petit matin, la charge des Highlanders qui avait fait merveille lors des batailles précédentes échoue à cause du terrain marécageux choisi par Charles. L'armée hanovrienne du Duc de Cumberland, composée de soldats anglais et écossais, d'une compagnie hessoise et de la milice du clan Campbell, met celle des Jacobites en déroute à Culloden. Un carnage s'ensuit. John Holker et Moss sont faits prisonniers. Condamné à mort, ils se retrouvent enfermés dans la prison de Newgate en attente de leur exécution. Mais les amis de Moss soudoient le gardien et le 26 juin 1746, ils parviennent à s'échapper avec quelques de difficultés liées à la grande taille de Holker. Il se cache pendant six semaines chez une éleveuse et rejoint la Hollande, puis la France. En 1747, il entre dans le régiment d'Ogilvy nouvellement formé à partir d'éléments écossais. En 1749, alors qu'il est capitaine en second de ce régiment, il rencontre à Rouen, Marc Antoine Morel de la Hillaume, inspecteur des manufactures de la région.
Morel est séduit par ses capacités dans le domaine de l'industrie et l'encourage à monter une entreprise textile en France. Il lui garantit l'appui de Daniel-Charles Trudaine, intendant des finances du service des ponts et chaussées, auquel il prie John Holker de faire parvenir plusieurs mémoires visant la création d'une manufacture de velours de coton, un type d'établissement qui n'existe pas encore en France.
Le gouvernement anglais refusant pour l'heure l'amnistie aux jacobites considérés comme des traitres, Holker quitte l'armée sans regrets et se lance dans l'aventure à Rouen, déjà devenu un centre cotonnier important.
En avril 1751, il présente son projet à Paris avec Trudaine, à Machault d'Arnouville et Mignot de Montigny. Ils veulent recourir à la technique d'outre-Manche et recruter de la main d'œuvre britannique. C'est pourquoi en octobre 1751, au péril de sa vie, car il est toujours recherché, il part en Angleterre acheter des machines qu'il transferera discrêtement car démontées et il recrutera 25 ouvriers ayant la particularité d'être catholiques et célibataires donc à marier afin de les fixer en France - raison pour laquelle il leur accorda une dot,, Parmi eux se trouvaient ses cousins Morris, et plusieurs s'établiront à leur compte,.
Les essais menés à la manufacture de Darnétal pendant six mois en 1752 sont concluants et Machault d'Arnouville l'autorise par arrêt du 19 septembre de la même année à fonder sa propre manufacture à Saint-Sever, un faubourg de Rouen. La direction de l'entreprise lui est confiée mais des associés français lui sont imposés (d'Haristoy à Darnétal, Paynel et Dugard à Rouen, Torrent à Paris) un moindre mal car il n'a pas de capital. Il n'apporte que la main d'œuvre et la technique anglaises. En contrepartie, il est intéressé à hauteur d'un cinquième des produits de l'entreprise. La nouvelle manufacture royale jouira d'un privilège de quinze ans. De nombreux avantages, primes, subventions, gratifications, sont octroyés à l'entreprise, ses ouvriers et son directeur. Le capital de la manufacture de velours est fixé à 100.000 livres.
Une seconde société a été autorisée par le même arrêt, une entreprise de calandres, qui fera du travail à façon et plus tard construira des calandres à destination des autres manufactures. Son capital est de 40.000 livres, auquel John Holker participe pour moitié; elle reçoit une subvention de 21.000 livres pour ses dépenses de construction.
Il se met rapidement à l'ouvrage, surveillé et inspecté par Mignot de Montigny et Morel, car le gouvernement a misé gros dans l'affaire. Parmi les innovations qu'il diffuse :
- le tarif anglais, ou paiement des filés au poids et en fonction inverse de la grosseur, ce qui augmente la productivité[20],
- le cardage avec des peignes d'acier,
- la filature au grand rouet
- le tissage avec la navette volante de John Kay,
- la teinture à chaud et non plus à froid,
- de nouvelles formules d'apprêts,
- le calandrage des étoffes (l'étoffe, arrosée d'un apprêt, est comprimée dans des cylindres chauffés qui lustrent et polissent),
- des étoffes nouvelles, velours de coton, velverets et cannelés[21].

Jacques Delécluse commente ainsi ses débuts : « Son acharnement lui a permis d'honorer son contrat, d'apporter la preuve de ses capacités de meneur d'hommes et de ses compétences professionnelles ». Holker profite de la bonne opinion qu'on a de lui pour suggérer à Trudaine en 1754 de multiplier ces expériences et de lui confier cette mission.
La décision est prise en 1755 : le 15 avril, il est nommé inspecteur général des manufactures par Trudaine et le nouveau contrôleur général des finances, Moreau de Séchelles. Fait unique qui provoquera plus tard l'ire de son jeune collègue Roland de La Platière, il pourra cumuler sa rémunération et les privilèges de sa charge avec sa position d'entrepreneur. Ce sont toutes les fabriques d'étoffes, quelle que soit la matière, qui seront sous sa coupe. Il devra les visiter, leur donner des conseils, consulter les corps intermédiaires (chambres de commerce) et rapporter ses activités aux autorités : « Ledit sieur Holker nous donnera ses avis sur tout ce qui pourra intéresser lesdites manufactures ». Ses appointements de 8000 livres seront vite portés à 12.000.
Il sillonne la France pour prodiguer ses conseils et revient à Paris débattre avec Trudaine. Comme le secteur de la laine entre dans ses compétences, il lui fait adopter les techniques d'apprêts déjà utilisées pour la finition du coton. Il fait aussi des recherches dans le domaine des colorants qui seront bien utiles quand l'interdiction de fabrication des indiennes aura été levée en 1756.
John Holker ne perd pas de vue ses intérêts personnels et fonde en 1760 une autre manufacture de velours de coton à Sens, également nantie d'un privilège royal ; la région manque en effet d'industries textiles. Il en confie la codirection à son cousin Pierre Morris et à un autre de ses anciens ouvriers, Thomas Hulme dit Hall. L'entreprise portera le nom de Pelletier et Cie, avec dix associés. Il prend aussi une participation dans la manufacture de Bourges mais ses collègues apprécieront peu ce mélange des genres.
Urbain Fages note qu'il ne se cantonne pas au textile mais crée des fabriques de faïence et de poterie (Sens et Montereau) ou de quincaillerie (la Charité-sur-Loire et Toul).
Holker s'est intéressé à la faïence pour trois raisons : c'est une activité importante à Rouen, les colorants font partie de ses fournitures de base, comme pour le textile, et il a embauché pour le seconder un jeune fils du grand faïencier Jean Guillibaud, Philémon Martin, qu'il va progressivement associer à ses affaires (il remplacera en 1759 d'Haristoy, décédé en 1757), et qui ira même jusqu'à racheter ses entreprises en 1791,. On retrouve d'ailleurs ce Guillibaud dans les deux entreprises de Sens, celle de velours de coton et celle de faïence, et dans la manufacture royale fondée à Brive en 1764 à l'instigation d'Holker par Thomas Le Clere (O'Cleere),. Enfin, en 1762, John Holker fonde avec ses collègues James Morris et James Hope une teinturerie à Saint-Sever, pour laquelle il a obtenu le statut de manufacture privilégiée, avec en prime la naturalisation de ses deux associés.
Son succès est tel que le gouvernement anglais s'en inquiète et veut le faire revenir au pays : il lui propose en 1764 de le gracier et de lui offrir une pension de 600£ mais Holker décline l'offre. Il accepte par contre d'être naturalisé français en 1766. D'autres honneurs l'attendent : il reçoit la croix de Saint-Louis en 1770, manifestement un passe-droit car il n'a pas, et de loin, les dix ans d'ancienneté requis. Et en septembre 1774, il reçoit des lettres d'anoblissement, enregistrées à la Cour des aides en 1775. Le terme de lettres d'anoblissement est ici impropre, car il s'agit d'une reconnaissance de noblesse qui s'appuie sur les documents fournis par les juges d'armes anglais concernant son père,. Urbain Fages, qui transcrit la description de ses armoiries par d'Hozier, précise que la famille est noble depuis Alexander Holker de Mounton, mort en 1620. Dans les attendus de la lettre, il est indiqué que John Holker est anobli par reconnaissance des efforts déployés pour former des ouvriers du textile, procurant par ce moyen une occupation journalière à plus de 80 000 sujets de Sa Majesté.
En 1768, il propose à Trudaine de Montigny (qui a succédé à son père) la création d'une fabrique d'acide sulfurique avec débauchage d'ouvriers anglais. En effet, le procédé qui en a révolutionné la fabrication est anglais, il s'agit du procédé des chambres de plomb. Le produit, aussi appelé vitriol à l'époque, est utilisé notamment pour le blanchiment des tissus et le traitement des colorants. Holker offre à cette occasion sa démission du poste d'inspecteur général. Elle lui est refusée. Il s'associe à M. Chatel, de Rouen, pour fonder la société Chatel et Cie. Un arrêt du 24 septembre 1768 les autorise à créer une manufacture privilégiée au faubourg de Saint-Sever, avec des subventions, gratifications et autres avantages. Le plus important est l'entrée en franchise de droits de 30 000 livres de salpêtre par an. La production démarre en 1769 et est un succès ; c'est une première en France, qui jusque là importait presque tout son acide sulfurique.
En 1775, Holker fils demande des avantages supplémentaires, essentiellement l'entrée en franchise de 70 000 livres de salpêtre. Un arrêt du conseil du 4 décembre ratifie sa demande. Globalement, avec la fin du monopole de Chatel et Cie et la multiplication des fabriques, la France va devenir exportateur net d'acide sulfurique dans les années 1780, un beau résultat !
En 1776, John Holker fonde à Oissel, une localité au sud de Rouen, une filature destinée à alimenter Saint-Sever. Les deux usines seront rachetées en 1791 par les frères Sévène, associés à Guillibaud.
Dans les années 1770, Holker se retire peu à peu des affaires. Ainsi, en 1771, c'est son fils John qu'il envoie en Angleterre pour une nouvelle mission d'espionnage industriel. En effet, d'autres inventions sont apparues : la spinning jenny d'Hargreaves (qui date de 1765) et la water frame d'Arkwright (de 1769), auquel on doit également une machine à carder, de 1775. Sur le moment, Holker junior jette son dévolu sur la spinning jenny, qu'il expédie en pièces détachées. Elle sera installée à Sens, et des copies répandues dans les autres manufactures ensuite. Elle donne de grandes satisfactions, car elle augmente la productivité de vingt fois. Holker en fait profiter notamment son ami Le Ray de Chaumont, qu'il a connu lors de ses tournées en Languedoc, un riche homme d'affaires qui se mêle aussi beaucoup de politique. Le Ray de Chaumont va jouer un rôle clé dans la Révolution américaine et y fera participer Holker junior. Ce dernier, qui était survivancier de son père depuis les années soixante, devient inspecteur général des manufactures le 22 janvier 1777, aux appointements de 24 000 livres !
John Holker se retire vers 1780 à Montigny.
Sa fin de vie est marquée par deux séries d'épreuves : une vive polémique avec Roland de La Platière (voir plus loin), et son fils qui, aux États-Unis, a accumulé des dettes importantes, que le père, qui en était caution, est forcé d'éponger. On parle d'une somme de 572.000 livres.
Elle est aussi marquée par deux visites prestigieuses : en 1777, celle du futur empereur d'Autriche, Joseph II, venu incognito sous le nom de comte de Falkenstein, et en 1785 celle de Benjamin Franklin, qui, sur le chemin du retour aux États-Unis, s'arrête à Rouen et passe plusieurs jours chez Holker. Franklin a décrit ce séjour dans ses Mémoires. Venant de chez le cardinal de La Rochefoucauld qui l'a reçu dans son fastueux château de Gaillon, il part au matin du 15 juillet pour Rouen : « Nous avions appris chez le cardinal que notre ami M. Holker, de Rouen, avait été ce jour-là jusqu'à Port-Saint-Antoine à notre rencontre. Il nous attendait, d'après une lettre de M. de Chaumont... Nous sommes arrivés à Rouen vers cinq heures, et nous avons reçu l'accueil le plus cordial de M. et de Mme Holker. Il y avait beaucoup de monde au souper qui était notre dîner. Le premier président du parlement et son épouse nous ont invités à dîner pour le lendemain ; mais étant déjà engagés par M. Holker, nous promîmes d'aller prendre le thé. Nous avons tous logé chez M. Holker  ». Le lendemain qui est un samedi, tout le monde s'arrache Franklin et on se bouscule pour lui être présenté. Il retient surtout la rencontre avec le petit-fils Chabot de sa grande amie la duchesse d'Enville. Le dimanche matin à l'aube, Franklin part pour le Havre : « M. Holker nous a accompagnés quelques milles et nous nous sommes fait très affectueusement nos adieux ». Cette narration vient en renfort du sentiment éprouvé en lisant leurs nombreuses lettres échangées tout au long du séjour officiel en France de Franklin : une chaleureuse amitié, sans doute née bien avant, au cours du premier séjour en France de l'Américain. Beaucoup de choses en effet rapprochent les deux hommes, qui partagent le même vif intérêt pour la science, les inventions, le progrès par le machinisme. Franklin suit en outre de près les activités d'Holker junior aux États-Unis. John Holker, déjà malade, est mort quelques mois après cette rencontre.
Après avoir perdu sa première femme, Elizabeth Hilton, le 20 janvier 1776 à Rouen, il s'était remarié dans la même ville le 6 novembre 1776 avec Marie Marguerite Ribard.
Il est à noter que John Holker est à l'origine d'une dynastie d'industriels, puisque son fils John et son petit-fils Jean marcheront sur ses traces, ce dernier plus spécialisé dans les industries chimiques.

## John Holker était-il un libéral?

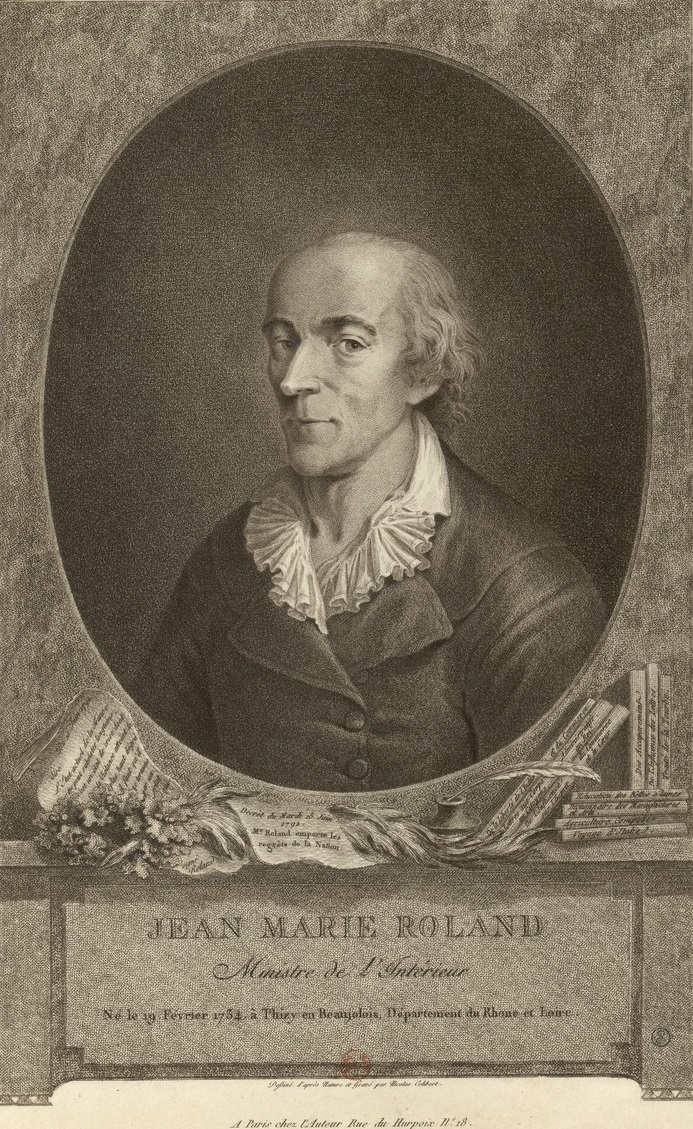
Roland de La Platière

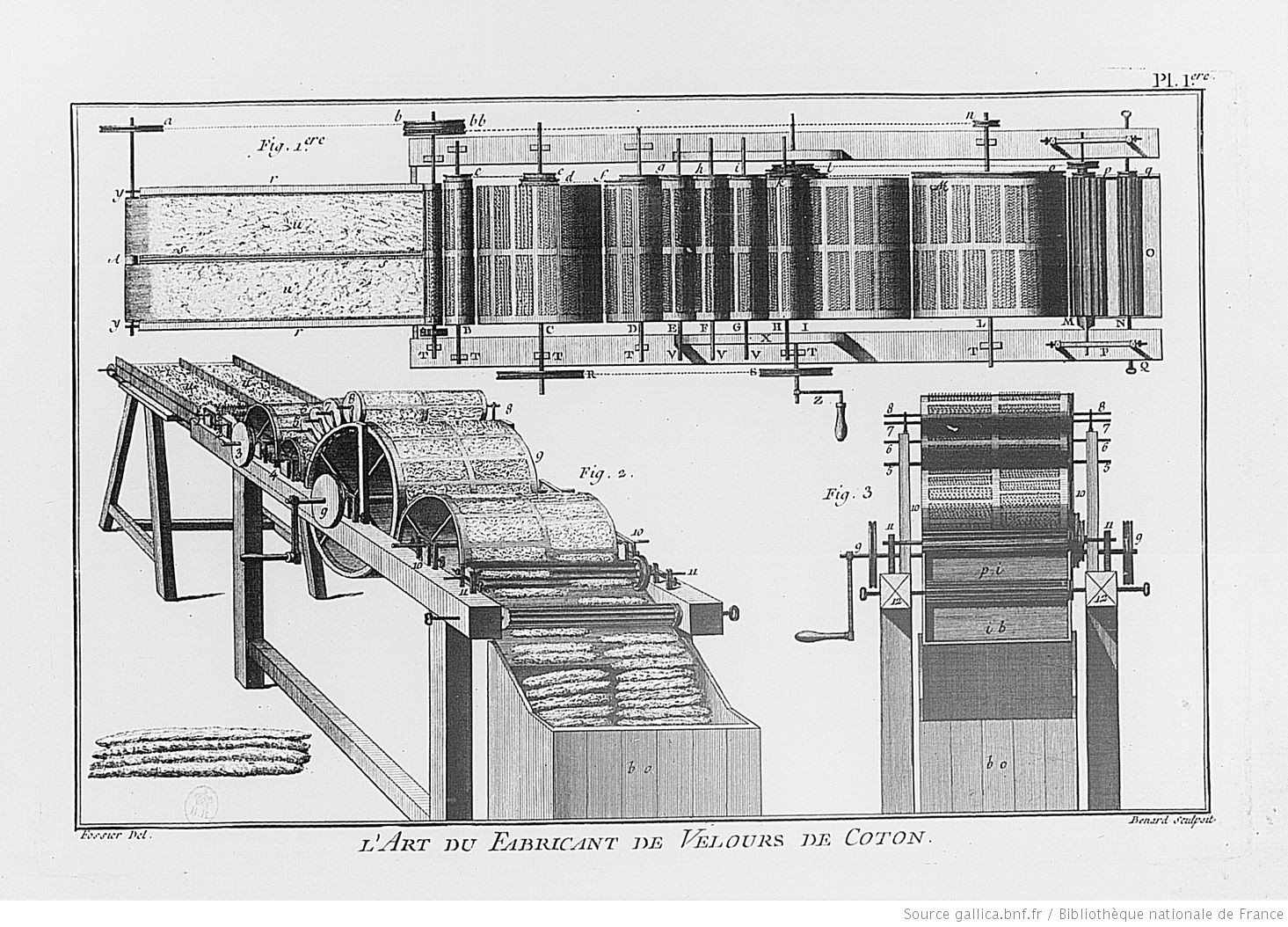
Machine à carder d'Arkwright, telle que publiée par Roland.

La question a été posée pour la première fois en 1780 par Roland de La Platière, et reprise par des auteurs modernes. Elle est d'autant plus intéressante qu'Holker vient d'un pays pionnier en matière de libéralisme économique et qu'il arrive en France au moment où s'y engage un vif débat autour des thèses des physiocrates. Le laissez-faire de Vincent de Gournay date de 1752, le Tableau économique de François Quesnay, de 1758. L'académicien Mignot de Montigny, membre du bureau du Commerce comme Vincent de Gournay, et qui surveille Holker, est proche de leurs idées, ainsi que Trudaine lui-même. Quant à Turgot, le plus politique des physiocrates, il suit les affaires d'Holker depuis qu'il a été intendant du Limousin. Les uns et les autres reconnaissent que trop d'entraves règnent sur l'industrie et le commerce. Ils voudraient bien libérer les forces vives du royaume. Mais la tradition colbertiste est forte et le corporatisme bien ancré, ce, alors même que l'Angleterre a renoncé dès le XVIIe siècle à contrôler et réglementer l'industrie, et que le système corporatif y est tombé en désuétude.
Face au retard constaté dans l'industrie textile française, le pouvoir choisit d'intervenir fortement, en utilisant la formule des manufactures privilégiées, dotées d'un monopole, de subventions (d'installation ou d'exploitation), de primes et de gratifications en fonction des résultats obtenus. Il va même jusqu'à encourager l'espionnage industriel. Nous sommes en plein colbertisme, même si on retrouve quelques touches de libéralisme dans la libre circulation des biens ou les exemptions (fiscales ou autres) dont les ouvriers peuvent bénéficier et qui pèsent inutilement sur leurs collègues. Naturellement, les avantages consentis provoquent des réactions négatives chez les autres manufacturiers, et Holker, qui a négocié ces avantages, commence à être attaqué. Il le sera encore plus quand on lui permettra de cumuler sa charge d'inspecteur général des manufactures (une fonction très colbertienne) avec son activité d'entrepreneur, un mélange des genres qui passe mal et qui s'assimile à une distorsion de concurrence.

C'est dans ce contexte qu'intervient Roland, jeune collègue d'Holker, nommé inspecteur des manufactures à Amiens en 1766, avant de l'être à Lyon. Roland est un partisan fervent du libéralisme économique. Contrairement à Holker, il théorise et écrit beaucoup. On lui doit plusieurs ouvrages de référence sur l'industrie textile, dont l'Art du fabricant de velours de coton, de 1780. Ses planches décrivent les machines utilisées à l'époque. C'est un ouvrage très savant, digne du meilleur ingénieur. On y trouve juste une petite phrase venimeuse en page 9 : « La machine à carder le coton est si neuve pour la France qu'à peine y soupçonnait-on son existence il y a trois mois. L'avidité nous en a laissé entrevoir le voile à l'Administration, qui a pu en lever un coin ; c'est de là que je la tire pour la publier ». En d'autres termes, il n'admet pas le secret qui entoure ces inventions, qu'il veut au contraire répandre en les publiant, et il accuse sans le nommer Holker de les accaparer pour son plus grand profit. Il a mal choisi son angle d'attaque, car répandre ces inventions, c'est précisément ce qu'a fait Holker toute sa vie. Simplement, quand il reçoit une nouvelle machine, il commence par la tester, voire chercher à l'améliorer, avant de diffuser la technologie. La machine d'Arkwright vient d'arriver en France grâce aux frères Milne et est en phase de test à Oissel, à la demande de Necker et de l'intendant du Commerce, Tolozan. Holker a lu la phrase de Roland mais il se tait, car il sait son collègue mal considéré. Ce silence encourage Roland à durcir ses attaques en 1781 : 
Holker est évidemment durement touché par ces libelles, que Patrick Clarke de Dromantin juge tout à fait offensants et calomnieux. Il fait répondre par un ami à lui, sans doute son collègue l'inspecteur Louis Casimir Brown, qui écrit une Lettre d'un citoyen de Villefranche à M. Roland de La Platière, académicien de Villefranche, où il rétablit la vérité sur les mérites indiscutables d'Holker. Plus sérieuse est l'autre attaque de Roland, quand il dit dans l'avertissement du même ouvrage que le système des manufactures privilégiées permet aux monopoles de maintenir des prix élevés et donc de s'enrichir indûment. Il ne fait que reprendre en fait une critique de Turgot qui dénonçait en 1773 les "imbéciles", amoureux des monopoles et des privilèges, qui espéraient prospérer à l'ombre de la tutelle gouvernementale. A cela on peut répondre, comme l'a bien expliqué Philippe Minard, que le retard pris par la France au milieu du XVIIIe siècle dans le domaine industriel commandait un véritable politique de l'invention, passant par de fortes incitations financières (primes, gratifications, subventions, crédits). Il impliquait aussi un cadre juridique protecteur, ces fameuses manufactures privilégiées, étant entendu que si on leur accordait un monopole, il était limité dans l'espace (à une ou plusieurs régions) et dans le temps. Il n'y avait pas d'autre choix si on voulait inciter les entrepreneurs à franchir le pas. Une fois que la greffe avait pris, la fin du monopole et la multiplication des entreprises devaient permettre une normalisation des prix. En outre, Roland ne tient aucun compte de la contrebande, très active dans le domaine des textiles, et qui exerçait naturellement une pression à la baisse sur les prix.
En fait, il est quelque peu aveuglé par l'animosité accumulée à ses débuts, quand il était élève-inspecteur à Rouen vers 1760 sous la tutelle d'Holker, et augmentée des frictions survenues au cours de leurs missions d'inspection. André Rémond, qui a dressé une liste de leurs disputes, dit que l'opposition doctrinaire entre les deux hommes cache en fait l'asservissement d'une rancune privée. Sur cette dernière querelle, Holker réagit et obtient de l'Académie des Sciences, qui patronne les ouvrages de Roland, que l'avertissement qui figurait en tête de l'Art du fabricant de velours de coton en soit retiré.

Le débat a rebondi en France à la fin du XXe siècle avec les travaux de Philippe Minard, sa thèse sur l'Inspection des manufactures en France et l'ouvrage qu'il en a tiré, La Fortune du colbertisme. Après avoir dit dans l'introduction de ce livre qu'il fallait éviter les positions dogmatiques et expliqué le fonctionnement de l'inspection des manufactures, il montre comment ce corps a réagi à la montée des exigences libérales. Son jugement sur Holker mérite d'être cité : 

« En quinze ans, il a édifié un véritable complexe manufacturier sur la rive gauche de la Seine... C'est la première concentration ouvrière et technique de cette importance..., et l'on y aperçoit déjà les deux secteurs pilotes de l'industrialisation locale : le coton (tissage, teinture, apprêts) et la chimie lourde. On peut y ajouter la construction mécanique, puisque la manufacture de Saint-Sever fournit des calandres à diverses autres fabriques. L'"offre" d'Holker a ainsi été à la source d'un véritable projet de développement industriel, aux répercussions d'ampleur nationale, produisant non seulement des étoffes mais aussi des machines et des ouvriers qualifiés, essaimant à travers le pays entier. Technologie, équipement, main d'œuvre, organisation du travail : le petit empire manufacturier de John Holker introduit tout cela à la fois »

C'est son pragmatisme qui a permis ces réalisations, un pragmatisme partagé par ses mandants et qui se situe au-delà de l'opposition entre étatisme et libéralisme. Les partenariats public-privé de l'époque moderne sont dans la même lignée.